# فردیناند لاسال
فردیناند لاسال (آلمانی: Ferdinand Lassalle؛ زاده ۱۸۲۵ - درگذشته ۱۸۶۴) فعال سیاسی سوسیالیست آلمانی-یهودی بود.
لاسال در ۱۸۴۸ در انقلاب فرانسه شرکت جست. او همچنین، حزب سوسیالیست دموکراتیک آلمان (به انگلیسی: Democratic Socialist Party) را بنیاد نهاد. وی در ۱۸۶۲ در تقابل با مارکسیسم نظریه‌ای ارائه نمود که طبق آن تا زمانی که جامعهٔ بورژوایی، توسعهٔ نامحدود نیروهای مولد فردی را تضمین کند، وظیفهٔ اخلاقی پرولتاریا است که به ارائهٔ خدمات مفید به جامعه بپردازد. لاسال در ۳۱ اوت ۱۸۶۴ در یک دوئل کشته شد.